# عبد القيوم عوض السيد
عبد القيوم عوض السيد بدر محمد قيادي في حزب المؤتمر السوداني وأحد مؤسسيه في 1986م ، ويعد عبد القيوم من أقدم قيادات المؤتمر السوداني تدرج بها منذ أن كان طالب في جامعة أمدرمان الأسلامية وهو أيضا من مؤسسي رابطة
الطلاب المستقلين التي تحولت لاحقا إلي "مؤتمر الطلاب المستقلين" في جامعة أمدرمان الإسلامية كما هو أحد مؤسسي مركز عبد المجيد إمام الثقافي .

## النشأة الميلاد
عبد القيوم عوض السيد من مواليد قرية الصفر بمحلية المتمة بولاية نهرالنيل في يناير 1957م متزوج وأب.

### المراحل التعليمية
```
مراحله التعليمية بين 
ولاية نهر النيل
 
والخرطوم
 فدرس الأولية في مدرسة الصفر الأولية والمتوسطة في الأموي الوسطى بالمتمة ثم الثانوي في مدرسة التجارية الثانوية بالخرطوم، ثم إلى 
جامعة أم درمان الأسلامية
 بكالوريوس الاقتصاد ومن ثم بكالوريوس إدارة الأعمال في جامعة القاهرة فرع الخرطوم.
```

## نشاطه السياسي والإجتماعي
دخل عبد القيوم عوض السيد المجال العام منذ أن كان طالب في جامعة أمدرمان الإسلامية فهو عضو مؤسس لمؤتمر الطلاب المستقلين في جامعة أمدرمان الإسلامية في 1978م وتدرج حتى وصل عضو مركزية مؤتمر الطلاب المستقلين من 1985-1986م.ومنها قام هو وآخرين بتأسيس حزب المؤتمر السوداني في نفس العام وتدرج بها فكان عضو الأمانة السياسية ومسؤول الطلاب وعضو المكتب التنفيذي وعضو المجلس المركزي حتى وصل إلى منصب رئيس المجلس المركزي المؤتمر العام الخامس لحزب المؤتمر السوداني .
```
عبد القيوم ليس سياسي فقط فهو مهتم بالعمل الإجتماعي والثقافي فهو أحد مؤسسي مركز عبد المجيد إمام للثقافة والدرسات الإنسانية وكان عضو المكتب التنفيذي للمركز .
```

كما كان من مؤسسي رابطة طلاب نهر النيل بالجامعات وشغل منصب نائب رئيس الرابطة بالجامعات السودانية، كما كان نائب رئيس نادي الشعبية الإجتماعي الثقافي الرياضي ببحري.
```
وجد عبد القيوم مضايقات من الأجهزة الأمنية وقد تم إعتقاله العديد من المرات وآخر إعتقال له كان في بداية الثورة السودانية التي أطاحت بالنظام حزب المؤتمر الوطني ليطلق سراحه بعد إسقاط النظام في 11أبريل من العام 2019م .
```